# Ferroinnelita
La ferroinnelita és un mineral de la classe dels silicats que pertany al supergrup de la seidozerita.

## Característiques
La ferroinnelita és un sorosilicat de fórmula química Ba₄Ti₂Na(NaFe²⁺)Ti(Si₂O₇)₂[(SO₄)(PO₄)]O₂[O(OH)]. Va ser aprovada com a espècie vàlida per l'Associació Mineralògica Internacional en el mes d’agost de l'any 2024. Va ser publicada a la revista internacional Mineralogical Magazine per Elena Sokolova et al. en el mes de desembre de 2024 amb el títol «Ferroinnelite, Ba₄Ti₂Na(NaFe²⁺)Ti(Si₂O₇)₂[(SO₄)(PO₄)]O₂[O(OH)], a new mineral of the lamprophyllite group (seidozerite supergroup) from the Kovdor alkaline massif, Kola Peninsula, Russia: description and crystal structure and new data for innelite, Ba₄Ti₂Na(NaMn²⁺)Ti(Si₂O₇)₂[(SO₄)(PO₄)]O₂[O(OH)]». Cristal·litza en el sistema triclínic.
Segons la classificació de Nickel-Strunz pertany a «09.BE - Estructures de sorosilicats, amb grups Si₂O₇, amb anions addicionals; cations en coordinació octaèdrica [6] i major coordinació». L'exemplar que va servir per a determinar l'espècie, el que es coneix com a material tipus, es troba conservat a les col·leccions mineralògiques del departament d'història natural del Museu Reial d'Ontàrio, a Ontàrio (Canadà), amb el número de catàleg: M61038.

## Formació i jaciments
Va ser descoberta al dipòsit de flogopita del massís de Kovdor, al districte de Kovdorsky (Província de Múrmansk, Rússia). Aquest indret és l'únic de tot el planeta on ha estat descrita aquesta espècie mineral.